# Osvaldo Licini
Oswaldo Licini (ur. 22 marca 1894 w Monte Vidon Corrado, zm. 11 października 1958 tamże) – włoski malarz.
Miał bliskie kontakty z G. Morandim. Od 1931 uprawiał malarstwo abstrakcyjne z pewnymi elementami surrealistycznego automatyzmu.